# 진부초등학교 월정분교
진부초등학교 월정분교는 대한민국 강원도 평창군 진부면 내동산길 4 (간평리)에 있었던 공립 초등학교이다.

## 학교 연혁
- 1941년 5월 3일 진부공립국민학교 동산간이학교 설립인가
- 1945년 5월 20일 월정공립국민학교 승격
- 1971년 3월 13일 개잔분교장 개교
- 1985년 12월 31일 개잔분교장 폐교
- 1996년 3월 1일 월정초등학교 개칭
- 1999년 9월 1일 진부초등학교 월정분교장으로 개편
- 2001년 2월 19일 제52회 종업식 거행(총 1,052명)
- 2003년 2월 17일 제54회 졸업식(총 1,055명 졸업)
- 2012년 3월 1일 진부초등학교로 통폐합